# A History of the Theories of Aether and Electricity
A History of the Theories of Aether and Electricity es uno de los tres libros escritos por el matemático británico Sir Edmund Taylor Whittaker FRS FRSE sobre la historia de la teoría electromagnética, que abarca el desarrollo del electromagnetismo clásico, la óptica y las teorías del éter. La primera edición del libro, subtitulada From the Age of Descartes to the Close of the Nineteenth Century, fue publicada en 1910 por Longmans, Green. El libro abarca la historia de las teorías del éter y el desarrollo de la teoría electromagnética hasta el siglo XX. A principios de la década de 1950, Thomas Nelson publicó una segunda edición, ampliada y revisada, que constaba de dos volúmenes y ampliaba el alcance del libro para incluir el primer cuarto del siglo XX. El primer volumen, subtitulado Las teorías clásicas, se publicó en 1951 y sirvió como edición revisada y actualizada del primer libro. El segundo volumen, subtitulado Las teorías modernas (1900-1926), se publicó dos años más tarde, en 1953, y amplió esta obra abarcando los años 1900 a 1926. A pesar de una notoria controversia sobre las opiniones de Whittaker acerca de la historia de la relatividad especial,tratada en el volumen dos de la segunda edición, los libros se consideran referencias autorizadas sobre la historia de la electricidad y el magnetismo, así como clásicos de la historia de la física.
El libro original tuvo una buena acogida, pero se agotó a principios de la década de 1920.Whittaker creía que una nueva edición debía incluir los avances de la física que tuvieron lugar a principios del siglo XX y se negó a que se reimprimiera. Escribió la segunda edición del libro tras su jubilación y publicó Las teorías clásicas en 1951, que también recibió elogios de la crítica. En el segundo volumen de 1953, Las teorías modernas (1900-1926), Whittaker argumentó que Henri Poincaré y Hendrik Lorentz desarrollaron la teoría de la relatividad especial antes que Albert Einstein, una afirmación que ha sido rechazada por la mayoría de los historiadores de la ciencia. Aunque en general las críticas del libro fueron positivas, debido a su papel en esta disputa sobre la prioridad de la relatividad, recibe muchas menos citas que los otros volúmenes, fuera de las referencias a la controversia.

## Antecedentes
El libro se escribió originalmente en el periodo inmediatamente posterior a la publicación de los documentos Annus Mirabilis de Einstein y varios años después de los primeros trabajos de Max Planck; fue un periodo de transición para la física, en el que la relatividad especial y la antigua teoría cuántica estaban ganando terreno. El libro sirve para documentar los avances de la electricidad y el magnetismo antes de la revolución cuántica y el nacimiento de la mecánica cuántica. Whittaker ya era un matemático consagrado cuando se publicó este libro, y aportó unas cualificaciones únicas a su autoría. Como profesor del Trinity College, desde su elección como miembro en 1896, Whittaker impartió clases avanzadas de espectroscopia, astrofísica y electroóptica. Su primer libro, Análisis moderno, se publicó inicialmente en 1902 y siguió siendo una referencia estándar para los matemáticos aplicados. Su segunda obra importante, Dinámica analítica, un libro de texto de física matemática, se publicó en 1906 y, según Victor Lenzen en 1952, "sigue siendo la mejor exposición de la materia al más alto nivel posible".

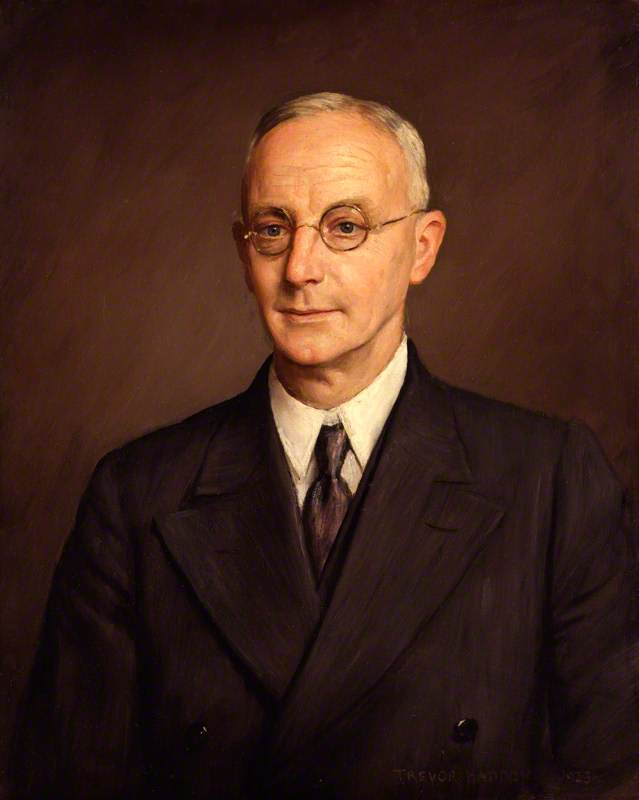
Un retrato de E. T. Whittaker realizado en 1933 por Arthur Trevor Haddon

Whittaker escribió la primera edición en su tiempo libre, cuando tenía treinta y siete años, época en la que ejercía como Astrónomo Real de Irlanda a partir de 1906. La relativa holgura del cargo le permitió dedicar tiempo a la lectura de la obra, en la que trabajó hasta su publicación en 1910.Durante este mismo periodo, Whittaker también publicó el libro The theory of optical instruments (La teoría de los instrumentos ópticos) en 1907, además de publicar ocho artículos, seis de ellos sobre astronomía, durante el mismo periodo. También continuó realizando investigaciones fundamentales sobre dinámica analítica en el Trinity College de Dublín durante todo este periodo.
La versión original del libro fue elogiada universalmente y se consideró una obra de referencia autorizada en la historia de la física, a pesar de su dificultad para conseguirla más allá de los años 20.Cuando la primera edición del libro se agotó, hubo un largo retraso antes de la publicación de la edición revisada en 1951 y 1953. El retraso se debió, en palabras del propio Whittaker, a su opinión de que "cualquier nueva edición debería describir los orígenes de la relatividad y la teoría cuántica, y su desarrollo desde 1900".La tarea requería más tiempo del que le permitía su carrera como matemático, por lo que el proyecto quedó aparcado hasta que se jubiló de su cátedra en la Universidad de Edimburgo en 1946.

## De la época de Descartes a finales delsigloXIX
La primera edición del libro, escrita en 1910, da cuenta detallada de las teorías del éter y su desarrollo desde René Descartes hasta Hendrik Lorentz y Albert Einstein, incluyendo las aportaciones de Hermann Minkowski. El volumen se centra en gran medida en las teorías del éter, Michael Faraday y James Clerk Maxwell, dedicando a cada uno de ellos uno o más capítulos. Tuvo una buena acogida y consagró a Whittaker como respetado historiador de la ciencia. El libro se agotó y no estuvo disponible durante muchos años antes de la publicación de la segunda edición, ya que Whittaker se negó a reimprimirlo. Publicado en Estados Unidos antes de 1925, el libro es ahora de dominio público en Estados Unidos y ha sido reimpreso por varias editoriales.

### Resumen
El libro consta de doce capítulos que comienzan con una discusión sobre las teorías del éter en el siglo XVII, centrándose en gran medida en René Descartes, y terminan con una discusión de la electrónica y las teorías del éter a finales del siglo XIX, cubriendo ampliamente las contribuciones de Isaac Newton, René Descartes, Michael Faraday, James Clerk Maxwell y J. J. Thomson. El libro sigue secuencias lógicas de desarrollo, por lo que los capítulos son en cierto modo independientes; el libro no es totalmente cronológico. El libro utiliza el análisis vectorial en todo momento y hay una tabla explicativa al principio del libro para aquellos que no estén familiarizados con la notación vectorial.
El primer capítulo abarca el desarrollo de la teoría del éter en el siglo XVII. Partiendo de las conjeturas de Descartes, el capítulo se centra en las aportaciones de Christiaan Huygens e Isaac Newton, al tiempo que destaca los trabajos de Petrus Peregrinus, William Gilbert, Pierre de Fermat, Robert Hooke, Galileo y Ole Rømer. El capítulo 2 trata del desarrollo matemático inicial del campo magnético antes de la introducción del potencial vectorial y el potencial escalar, y abarca la acción a distancia. El tercer capítulo trata del galvanismo, comenzando con Luigi Galvani y extendiéndose hasta la teoría del circuito de Georg Ohm. El cuarto capítulo abarca los primeros desarrollos de las teorías del éter luminífero, desde James Bradley hasta Augustin-Jean Fresnel. El quinto capítulo abarca los desarrollos que tienen lugar sobre todo a lo largo de la primera mitad del siglo XIX, con algunas contribuciones de Joseph Valentin Boussinesq y Lord Kelvin. Aquí se modela la idea del éter luminífero como un sólido elástico. El capítulo 6 se centra casi exclusivamente en los experimentos de Michael Faraday. El capítulo siete trata de los matemáticos que trabajaron después de Faraday pero antes de James Clerk Maxwell y que adoptaron puntos de vista de la acción a distancia por encima de las líneas de fuerza de Faraday. El capítulo incluye un análisis de las contribuciones realizadas por Franz Neumann, Wilhelm Eduard Weber, Bernhard Riemann, James Prescott Joule, Hermann von Helmholtz, Lord Kelvin, Gustav Kirchhoff y Jean Peltier. El capítulo 8 se centra en las contribuciones de Maxwell al electromagnetismo y el capítulo 9 detalla los desarrollos posteriores a las publicaciones de Maxwell de los modelos del éter. Aportaciones de Lord Kelvin, Carl Anton Bjerknes, James MacCullagh, Bernhard Riemann, George Francis FitzGerald y William Mitchinson Hicks. El décimo capítulo trata de los físicos que siguieron los pasos de Maxwell a mediados del siglo XIX, con contribuciones de Helmholtz, Fitzgerald, Weber, Hendrik Lorentz, H. A. Rowland, J. J. Thomson, Oliver Heaviside, John Henry Poynting, Heinrich Hertz y John Kerr. El capítulo 11 trata de la conducción en sólidos y gases, desde los trabajos de Faraday, tratados en el capítulo sexto, hasta los de J. J. Thomson, mientras que el capítulo final da cuenta de las teorías del éter a finales del siglo XIX, terminando con los trabajos de Owen Willans Richardson a finales de siglo.
| #  | Titulo                                                                     |
| -- | -------------------------------------------------------------------------- |
| 1  | La teoría del éter en el siglo XVII                                        |
| 2  | Ciencia eléctrica y magnética, antes de la introducción de los potenciales |
| 3  | El galvanismo, de Galvani a Ohm                                            |
| 4  | El medio luminífero, de Bradley a Fresnel                                  |
| 5  | El éter como sólido elástico                                               |
| 6  | Faraday                                                                    |
| 7  | Los electricistas matemáticos de mediados del siglo XIX                    |
| 8  | Maxwell                                                                    |
| 9  | Modelos del éter                                                           |
| 10 | Los seguidores de Maxwell                                                  |
| 11 | Conducción en soluciones y gases, de Faraday a J. J. Thomson               |
| 12 | La teoría del éter y los electrones en los últimos años del siglo XIX      |

### Reseñas
El libro recibió varias críticas en 1911, incluida una del físico C. M. Sparrow[4], quien escribió que el libro está a la altura del legado dejado por A Course in Modern Analysis y A Treatise on the Analytical Dynamics of Particles and Rigid Bodies de Whittaker. A continuación, señaló varias áreas ampliables del libro antes de pasar a afirmar: "Es de esperar que un libro de esta naturaleza contenga algunos pequeños errores o inexactitudes, pero los dos que hemos observado son de carácter demasiado trivial como para merecer mención, y no afectan en modo alguno a la excelencia general de la obra. El libro está impreso de forma atractiva y notablemente libre de erratas". Otra reseña del libro de 1911 lo consideró un “excelente volumen” y predijo que “será bien recibido por todos los físicos como una valiosa contribución”Una tercera reseña del libro de 1911 lo elogió por su cuidadosa descripción de los avances, afirmando que “el tratamiento de los avances más importantes, sin ser (exhaustivo), es suficientemente adecuado para definirlos claramente en su marco histórico”.
Entre otros críticos, E. B. Wilson, en una reseña de 1913, señalaba una teoría que Whittaker había pasado por alto antes de continuar diciendo: "No es necesario entrar en más detalles sobre el contenido de esta Historia, que debería ser y será ampliamente leída. Baste decir que un estudio cuidadoso de toda la obra dos veces, y de muchas porciones de ella varias veces, no deja más que una resolución, a saber, continuar el estudio indefinidamente; porque siempre hay algo nuevo que aprender donde tanto material está tan bien presentado. "Una segunda reseña de 1913, de Herbert Hall Turner, escribió que el "libro es probablemente el mayor acto de piedad hacia el pasado que se ha producido en esta generación" y que "parecería aconsejable mantener el libro en uno de los estantes de fácil acceso del estudio, donde pueda ser consultado constantemente"El libro también recibió una reseña positiva en italiano en 1914.
Varios críticos del primer volumen de la segunda edición elogiaron esta edición en sus reseñas. A. M. Tyndall, escribió en 1951 que recordaba lo agradable e instructiva que había sido la lectura de esta edición cuarenta y un años antes.Carl Eckart escribió en 1952 que el libro "ha sido la obra de referencia autorizada para los aspectos históricos de las teorías de la óptica, el electromagnetismo y el éter"."En 1952, Victor Lenzen escribió que el libro era"sin rival en su campo" En su reseña de 1952, W. H. McCrea escribió que "ofrecía un relato magníficamente bien trabado de su tema".

## Edición ampliada y revisada
En 1951 (Vol. 1) y 1953 (Vol. 2), Whittaker publicó una edición ampliada y revisada de su libro en dos volúmenes. El primer volumen es una revisión del libro original de 1910, mientras que el segundo, publicado dos años más tarde, contiene una ampliación de la historia hasta el siglo XX, abarcando los años 1900 a 1926. Los libros se consideran textos autorizados sobre la evolución del electromagnetismo clásico y se siguen citando en los libros de texto sobre la materia. En la segunda edición se prometió un tercer volumen, que abarcaba los años 1925 a 1950, pero nunca llegó a publicarse, ya que Whittaker falleció en 1956. Los dos volúmenes ofrecen un relato de la evolución histórica de las teorías fundamentales de la física y se dice que "contienen la esencia destilada de la lectura y el estudio de su autor durante un periodo de más de medio siglo".

### Las teorías clásicas
El primer volumen, subtitulado Las teorías clásicas, fue publicado inicialmente en 1951 por Thomas Nelson and Sons. El libro es una revisión del libro original de 1910, con un capítulo añadido sobre la teoría clásica de la radiación, algo de material nuevo, pero sigue centrado en la física anterior a 1900.El libro tiene un alcance similar al de la primera edición, aunque ocasionalmente modificado hacia el principio con ediciones más extensas hacia el final.Un crítico señaló que aproximadamente el 80% del libro es una reproducción de la edición original, con revisiones que tienen en cuenta los desarrollos de los primeros cuarenta años del siglo XX. La obra cubre el desarrollo de la óptica, la electricidad y el magnetismo, con algunas tramas secundarias en la historia de la termodinámica y la gravitación, a lo largo de tres siglos, hasta finales del siglo XIX.

#### Resumen (vol. 1)
El capítulo uno del primer volumen pasó a llamarse Teoría del éter a la muerte de Newton tras ser reescrito en su mayor parte, aunque sigue centrándose en René Descartes, Isaac Newton, Pierre de Fermat, Robert Hooke y Christiaan Huygens, entre otros. El capítulo comienza con un análisis de la física desde las formulaciones iniciales del espacio por René Descartes, que evolucionaron hacia las teorías del éter, hasta la muerte de Newton, siendo testigo de los primeros intentos de una teoría ondulatoria de la luz por parte de Hooke y Huygens.El nuevo volumen remonta el desarrollo temprano de las teorías del éter hasta la época de Aristóteles.
Aunque hay muchos párrafos nuevos, referencias y notas a pie de página ampliadas a lo largo de los capítulos dos a once, gran parte del contenido sigue siendo el mismo que en la primera edición. Los capítulos dos y tres, como en la primera edición, inician el tema de la electricidad y el magnetismo, incluido el galvanismo. El capítulo dos traza la historia de la electrostática y la magnetostática desde los primeros desarrollos hasta el trabajo de George Green sobre la teoría del potencial y su introducción del potencial vectorial y el potencial escalar.El capítulo tercero, sobre el galvanismo, trata de la historia de la corriente eléctrica, centrándose en Galvani, Ohm y Ampere. El capítulo cuarto, sobre el medio luminífero, incluye los descubrimientos de las aberraciones ópticas, la polarización y la interferencia. Se trata del periodo de transición, desde que la teoría corpuscular de la luz de Newton era ampliamente sostenida hasta el establecimiento de la teoría ondulatoria tras los experimentos de Fresnel y Young. El capítulo quinto registra el desarrollo de las teorías que modelan el éter como un sólido elástico.
Los capítulos sexto a octavo presentan el desarrollo del electromagnetismo como una línea que va de Faraday a Maxwell, incluyendo el desarrollo de las teorías de la electricidad y el magnetismo modeladas según la mecánica newtoniana. El capítulo se amplió en gran medida a partir de su homólogo de 1910.Los capítulos séptimo y octavo se han reescrito en su totalidad con material nuevo. El capítulo noveno, sobre los modelos del éter, analiza, entre otros, las contribuciones de Maxwell, William Thomson, James MacCullagh, Riemann, George Francis FitzGerald y Hermann von Helmholtz, los físicos más destacados del siglo XIX.
Los tres últimos capítulos preparan el camino para los desarrollos del siglo XX, que se describirán en el segundo volumen. El capítulo once pasó a llamarse Conducción en soluciones y gases, desde Faraday hasta el descubrimiento del electrón en la nueva edición. El capítulo doce, titulado Teoría clásica de la radiación, es completamente nuevo y se centra en el desarrollo empírico de las series espectrales, así como en el desarrollo histórico de la física de la radiación del cuerpo negro. El capítulo final, el ocho, se renombró como Teoría clásica en la era de Lorentz y contiene material nuevo, al tiempo que omite varios detalles, reservándolos para el segundo volumen.El capítulo se centra en gran medida en la conducción eléctrica y térmica y en la teoría de Lorentz de los electrones. El índice ha sido elogiado por ser "extremadamente útil" para dividir los capítulos en secciones que destacan los desarrollos clave.
| #  | Titulo                                                                        |
| -- | ----------------------------------------------------------------------------- |
| 1  | La teoría del éter hasta la muerte de Newton                                  |
| 2  | La ciencia eléctrica y magnética, antes de la introducción de los potenciales |
| 3  | El galvanismo, de Galvani a Ohm                                               |
| 4  | El medio luminífero, de Bradley a Fresnel                                     |
| 5  | El éter como sólido elástico                                                  |
| 6  | Faraday                                                                       |
| 7  | Los electricistas matemáticos de mediados del siglo XIX                       |
| 8  | Maxwell                                                                       |
| 9  | Modelos del éter                                                              |
| 10 | Los seguidores de Maxwell                                                     |
| 11 | Conducción en soluciones y gases, de Faraday al descubrimiento del electrón   |
| 12 | Teoría clásica de la radiación                                                |
| 13 | La teoría clásica en la era de Lorentz                                        |

#### Recepción (vol. 1)
Arthur Mannering Tyndall, William Hunter McCrea y Julius Miller reseñaron el libro cuando salió a la venta en 1951. Arthur Tyndall señaló su preferencia por el montaje de la nueva edición y escribió que "si hay algún error u omisión en ella, el revisor estaba demasiado inmerso en la atmósfera del libro como para notarlos". Tyndall recomendó el libro a los profesores que buscan desarrollar el interés de los alumnos por los antecedentes históricos de la óptica y la electricidad, ya que cree que gran parte del contenido puede incorporarse directamente a las clases y que se puede aconsejar a los estudiantes que lean partes del libro en sus estudios de licenciatura.En una segunda reseña de 1951, William McCrea afirmó que Whittaker había logrado, "posiblemente más que ningún otro historiador de la ciencia", transmitir "una impresión completa y auténtica de aquello en lo que los grandes pioneros fueron verdaderamente grandes", lo que permitía al lector "ver su trabajo, con su falta de precedentes, sobre el fondo de datos experimentales extrañamente variados y de conceptos físicos generales contemporáneos en conflicto" y "ver cómo contribuyeron cada uno con su parte a lo que estamos obligados a reconocer como progreso permanente". En una segunda reseña, publicada en 1952, McCrea afirmaba que "Sir Edmund Whittaker nos ha proporcionado un gran libro gracias a la riqueza de su erudición matemática e histórica". En su reseña, Julius Miller afirmaba que el libro estaba más allá de toda crítica, afirmando que bastaba con señalar que "es la obra de uno de los más destacados eruditos de este siglo y del pasado, físico, filósofo y matemático". Miller señaló que, aunque se trata principalmente de un libro de historia, también es "filosofía, física y matemáticas de primer orden" y que ofrece un "elegante y penetrante examen de las teorías clásicas".También señaló que, aunque se trata de una "lectura pesada", la obra es "deliciosamente clara" y que la "documentación es asombrosa".
Entre otros, Carl Eckart, Victor Lenzen, John Synge, Stephen Toulmin, Edwin C. Kemble e I. Bernard Cohen reseñaron el libro en 1952. Carl Eckart comenzó su reseña elogiando la primera edición del libro y escribiendo: "Es casi seguro que esta segunda edición seguirá ocupando el mismo lugar durante muchos años" Eckart señaló que el libro era ambicioso, pero que se había llevado a cabo con un “éxito inusitado” utilizando la misma claridad y elegancia que habían hecho famoso a Whittaker. Continuó diciendo que el libro es una "verdadera historia de las ideas" que ha sido y seguirá siendo un "libro muy influyente". En su reseña, Victor Lenzen afirmó que "no conoce ninguna obra sobre teorías físicas que sea comparable a la presente en la discusión analítica y crítica de la formulación matemática de las teorías".Su reseña concluye afirmando que el libro es un testimonio de la "curiosidad intelectual sin límites" que impulsa a la humanidad a comprender el universo en el que vivimos. En una tercera reseña de 1952, John Synge señaló que el libro está "respaldado por una vasta erudición", pero no es abrumador y que "el estilo es ágil y el autor tiene un éxito singular al ponerse a sí mismo y al lector en el lugar de cada físico". Synge continúa diciendo que Whittaker, con gran habilidad, fue capaz de "mezclar la atmósfera de confusión contemporánea que siempre acompaña al progreso científico con una apreciación de lo que está ocurriendo realmente, visto a la luz de los conocimientos posteriores"Stephen Toulmin, en su reseña, se refiere a la edición original de Whittaker como una referencia estándar, pero señaló que casi inmediatamente se requirió un suplemento para cubrir los desarrollos posteriores. Toulmin llegó a afirmar que los físicos de la primera mitad del siglo XX tuvieron dificultades para "mantenerse a flote en la marea de nuevas teorías y descubrimientos" y que la posición de Whittaker historiador de la ciencia había sido "bastante inaccesible", por lo que "tenemos suerte de contar de nuevo con el profesor Whittaker como guía". Edwin Kemble, en una quinta reseña de 1952, afirmó que el libro era "de una clase por sí mismo"y lo resumió como un "relato de alto nivel" de los pasos en el desarrollo de la teoría clásica del electromagnetismo que está "bien documentado y es extraordinariamente exhaustivo" En su reseña, I. Bernard Cohen escribió que no conocía "ninguna otra historia de la electricidad que fuera tan sólida como la de Whittaker", aunque señaló varias mejoras que deseaba que Whittaker hubiera introducido al actualizar el clásico de 1910.

#### Análisis (vol. 1)
Arthur Tyndall, en su reseña de 1951, afirmó que el libro es "rico en hechos experimentales", con comparativamente menos secciones matemáticas, con notables excepciones como las de Lorentz y Maxwell, diciendo que "este nuevo volumen no es un pesado tratado de física teórica, como tal vez su nombre podría sugerir" William McCrea señaló que el libro es "una historia de las teorías", pero también proporciona "declaraciones muy claras de los descubrimientos experimentales en todas las etapas". Continúa señalando que el libro se centra en los desarrollos de las teorías del éter y la electricidad, que según McCrea son las partes más fundamentales de la física, pero también es informativo en otras áreas relevantes de la física, como la elasticidad y la termodinámica. Algunos reseñadores comentaron el nuevo capítulo sobre la teoría clásica de la radiación, entre ellos Tyndall, que señala que el material apenas se trató en la primera edición y que fue una adición natural que ayuda a allanar el camino para el segundo volumen, y Cart Eckart, que dice que la historia de los espectros y la radiación térmica "ocupa el lugar que le corresponde en la perspectiva histórica".
Varios reseñistas criticaron el libro por ciertas omisiones, entre ellos Eckart, que criticó a Whittaker por dejar fuera a Euclides y Lobatchewsky y señala esto y el hecho de que Whittaker siguiera escribiendo sobre el éter desde una perspectiva del siglo XIX como defectos que habría ignorado en un volumen menor. Victor Lenzen afirma que no está de acuerdo con Whittaker en un punto de énfasis, especialmente en lo que se refiere a no mencionar a Joseph Henry fuera de una única nota a pie de página.También menciona la distinción de Whittaker entre las filosofías platónica y aristotélica, donde dice que Whittaker se pone del lado de los métodos empíricos de Aristóteles, mientras que él cree que Platón fue más profético sobre el futuro de los métodos matemáticos en la ciencia.

### Las teorías modernas (1900-1926)
El segundo volumen, subtitulado Las teorías modernas (1900-1926), fue publicado originalmente en 1951 por Thomas Nelson and Sons. El libro es la continuación del estudio de Whittaker de la historia de la física en el período 1900-1926 y describe la revolución en la física durante el primer cuarto del siglo 20. Los principales desarrollos históricos cubiertos en el libro incluyen la teoría especial de la relatividad, la antigua teoría cuántica, la mecánica de matrices, y la ecuación de Schrödinger y su uso en la mecánica cuántica, conocida como "mecánica de ondas".
El capítulo dos del libro es muy controvertido, y constituye el papel principal de Whittaker en la disputa sobre la prioridad de la relatividad. La opinión de Whittaker sobre la historia de la relatividad especial es que Lorentz y Poincare habían desarrollado con éxito la teoría antes que Einstein y que la prioridad les correspondía a ellos. A pesar de la objeción de Whittaker, el consenso científico sigue estando firmemente a favor de la prioridad de Einstein en la teoría, y los autores señalan que, aunque las teorías de Poincare y Lorentz son matemática y experimentalmente equivalentes a la teoría de Einstein, no se basan en los postulados relativistas y no constituyen lo que ahora se conoce como la relatividad de Einstein. Aunque algunas partes del libro han recibido notables elogios, debido a su papel en la controversia histórica, se ha dicho que el libro en general no está a la altura de los demás y ha recibido históricamente muchas menos citas.

#### Panorama general (vol. 2)
El primer capítulo, la era de Rutherford, trata sobre el estado de la física empírica a principios del siglo XX. El capítulo dos trata sobre los orígenes de la relatividad especial y es muy controvertido, y es la base del papel de Whittaker en la disputa sobre la prioridad de la relatividad. En este capítulo, como sugiere el título, Whittaker atribuye la prioridad de la relatividad especial a Hendrik Lorentz y Henri Poincaré, frente a la atribución generalmente aceptada a Albert Einstein, un punto por el que Whittaker ha sido reprendido por muchos estudiosos.
Los capítulos tres y cuatro detallan los desarrollos de la antigua teoría cuántica y tratan principalmente de "complicados hechos experimentales y sus explicaciones preliminares". El capítulo tres cubre los primeros desarrollos de la antigua teoría cuántica, discutiendo las contribuciones de Max Planck a la física y tocando a Einstein y Arnold Sommerfeld. En el capítulo cuarto, dedicado a la espectroscopia en la teoría cuántica antigua, se habla de muchos de los precursores de Niels Bohr, como Arthur W. Conway, Penry Vaughan Bevan, John William Nicholson y Niels Bjerrum. En el capítulo quinto se pasa a la gravitación y se analiza la historia de la cosmología y la teoría general de la relatividad. El capítulo sexto vuelve a la teoría cuántica y describe la conexión entre conceptos más antiguos y más modernos de la física, analizando fenómenos y teorías como las ondas de materia de Louis de Broglie, la estadística de Bose y la estadística de Fermi. Los dos últimos capítulos dan cuenta del nacimiento de la mecánica cuántica. En el capítulo octavo se analiza la mecánica matricial, incluyendo la imagen de Heisenberg y la introducción de operadores físicos. Erwin Schrödinger, la imagen de Schrödinger y la ecuación de Schrödinger se tratan en el último capítulo.
| # | Titulo                                            |
| - | ------------------------------------------------- |
| 1 | La era de Rutherford                              |
| 2 | La teoría de la relatividad de Poincare y Lorentz |
| 3 | Los inicios de la teoría cuántica                 |
| 4 | La espectroscopia en la antigua teoría cuántica   |
| 5 | Gravitación                                       |
| 6 | Radiación y átomos en la teoría cuántica antigua  |
| 7 | Magnetismo y electromagnetismo                    |
| 8 | El descubrimiento de la mecánica matricial        |
| 9 | El descubrimiento de la mecánica ondulatoria      |

#### Recepción (vol. 2)
En una reseña del segundo volumen publicada en 1954, Max Born elogió los dos volúmenes de la segunda edición ampliada y revisada, afirmando que "este segundo volumen es una obra magnífica, excelente no sólo por su brillante estilo y claridad de expresión, sino también por su increíble erudición" y que "esta obra nos hace esperar con impaciencia el prometido tercer volumen". Born cree que un libro como éste es una "contribución esencial a nuestra literatura y debería ser leído por todos los estudiantes de física y de todas las ciencias relacionadas con la física, incluidas la historia científica y la filosofía". "Born destaca los capítulos tres y cuatro sobre el desarrollo de la antigua teoría cuántica, calificándolos como "las más asombrosas proezas de aprendizaje, perspicacia y discriminación". También destaca el capítulo cinco, sobre la gravitación, como "perfecto" debido a la propia erudición de Whittaker en el campo, llegando a decir que es "la presentación breve más legible y esclarecedora de la relatividad general y la cosmología".En su libro Physics in My Generation (La física en mi generación), de 1956, Born lo califica de "libro excelente" y habla de haber utilizado la primera edición como referencia cuando era estudiante.
Freeman Dyson, en una reseña de 1954, dijo que el segundo volumen es "más limitado y profesional en su alcance" que el primero, dando un "relato claro y lógico de la secuencia de acontecimientos en las luchas intelectuales que condujeron a la relatividad y a la mecánica cuántica" Califica el volumen de "libro de texto matemático" sobre la teoría de la relatividad y la mecánica cuántica, haciendo hincapié en un enfoque histórico, ya que explica todas las matemáticas necesarias. Afirma que "los dos volúmenes de Whittaker reflejan fielmente los diferentes climas de la ciencia en los dos periodos que cubren" y continúa diciendo que, aunque no puede comentar la exactitud histórica del libro, piensa que "es probable que ésta sea la historia más erudita y generalmente autorizada de su periodo que jamás obtendremos".
En los comentarios iniciales de su discurso del 30 de noviembre de 1954 ante la Royal Society, el presidente Edgar Adrian afirma que Whittaker es quizá el matemático británico más conocido de la época, debido a sus "numerosas, variadas e importantes contribuciones" y a los cargos que había ocupado, pero que de todas sus obras, esta Historia es probablemente la más importante, al tiempo que señala que los libros de Whittaker sobre dinámica analítica y análisis moderno han tenido una gran influencia tanto en el Reino Unido como a nivel internacional.Destaca el segundo volumen, publicado recientemente, como una "gran obra" que ofrece "una apreciación crítica del desarrollo de la teoría física hasta el año 1925", y añade que todos los escritos de Whittaker muestran sus "poderes de organización y exposición", que son de "un orden muy inusual". Concluye diciendo que "la asombrosa cantidad y calidad de su trabajo probablemente no tiene parangón en las matemáticas modernas y es muy apropiado que la Royal Society conceda a Whittaker su premio más distinguido", refiriéndose a la Medalla Copley recibida por Whittaker en 1954.
En una reseña de 1954, Rolf Hagedorn afirma que "basta con leer unas pocas páginas del libro para percibir la minuciosidad y el rigor de toda la obra". Continúa diciendo que Whittaker "lleva al lector a una comprensión real mediante una descripción matemática coherente que le permite seguir el desarrollo paso a paso" y que "la claridad y la construcción didáctica hacen que sea un placer seguirlo".  En otro William Fuller Brown Jr. señala que el libro es una historia de artículos publicados más que una historia de los científicos que los publicaron, pero continúa diciendo que el libro es esclarecedor y que el lector "obtendrá de él una mejor apreciación del proceso del descubrimiento científico" Entre otros, Science publicó una reseña del libro que se abría con: "El presente volumen no es, como sugiere el título, una mera extensión de 26 años de la obra escrita originalmente por Sir. Edmond Whittaker bajo el mismo título en 1910. Es, más bien, una crónica completa y autorizada del desarrollo de la física teórica en el periodo 1900-1926, incluyendo la estructura atómica, la relatividad especial, la (antigua) teoría cuántica, la relatividad general, la mecánica matricial y la mecánica ondulatoria".
Una reseña de P. W. Bridgman de 1956 dice: "La primera impresión del lector ante este formidable tratado, creo, será casi invariablemente de estupefacción ante la industria y versatilidad del autor, que ha sido capaz de asimilar y revisar críticamente tanto".Continúa diciendo que los físicos más veteranos también "lo encontrarían un epítome" de su "propia experiencia", y que les relataría "muchas situaciones críticas".

### Análisis (vol. 2)
En una carta de septiembre de 1953 a Albert Einstein publicada en 1971, Max Born escribe que, aparte de las cuestiones prioritarias de la relatividad, le resultaba "particularmente desagradable" que Whittaker "hubiera entretejido todo tipo de información personal en su relato de la mecánica cuántica", mientras que el papel de Born en el desarrollo era "ensalzado",Pero en el comentario de 1971 afirma que el libro es "una obra filosófica brillante e histórica" que le resultó "extremadamente útil" en sus primeros años. En una reseña del libro de 1954, Born elogia el libro por su registro "extremadamente cuidadoso" de "artículos oscuros u olvidados que contienen alguna idea nueva esencial aunque quizá de forma imperfecta". También elogia a Whittaker por dejar de lado sus intereses filosóficos: "Whittaker, el concienzudo historiador de la ciencia, tiene ventaja sobre Whittaker, el metafísico, y es precisamente esta característica la que hace del libro una guía segura a través de la maraña de acontecimientos".Born afirma que el título del segundo capítulo, o "la visión histórica expresada por él", es el único punto en el que Born no comparte la opinión de Whittaker.Born también señala que el libro va más allá de lo que pueden hacer los libros de texto ordinarios, que, en su opinión, ofrecen a los estudiantes "el camino más corto y sencillo hacia el conocimiento y la comprensión" y "en casos no sólo no son históricos, sino que son una distorsión de la historia".
Freeman Dyson, en su reseña de 1954, señala que el segundo volumen tiene, por necesidad, un "estilo muy diferente del primero» debido al rápido desarrollo matemático de principios del siglo XX.Resume el primer volumen como una descripción de "accidentes históricos", que dieron lugar a cambios en la forma en que los científicos pensaban sobre los problemas, con discusiones sobre las conexiones entre la física y el clima filosófico más general de la época, mientras que dice que el segundo volumen cubre la historia de la física cuando el progreso estaba determinado por la "velocidad con la que las observaciones podían ser comprendidas y expresadas en términos matemáticos exactos".
En su reseña de Nature de 1954, Rolf Hagedorn señala que los lectores deben estar familiarizados con el libro Cálculo diferencial, integral y álgebra lineal, afirmando que "no está escrito para el profano interesado en la historia de la ciencia, y ciertamente no pertenece a la categoría de libros de divulgación científica".Elogia el libro por justificar cada afirmación con "al menos una cita", afirmando que estima que el total supera el millar. También reconoce que el libro es a veces difícil de leer debido al "estilo condensado", así como "al hecho de que a menudo emplea la nomenclatura utilizada en la obra original en lugar de la que se utilizaría hoy en día".
En su reseña del libro de 1956, P. W. Bridgman afirma que es "indudable" que la parte más controvertida del libro está en dar prioridad a Lorentz y Poincare para la relatividad especial, pero opta por no defender la prioridad de Einstein, remitiendo a los lectores a las respuestas de Max Born. Sí afirma que "hay que recordar, sin embargo, que Whittaker estaba en el meollo de las cosas durante el desarrollo de la teoría, y hay mucha historia olvidada". Elogia a Whittaker por destacar la "prehistoria poco conocida" de la relación masa-energía. Bridgman también señala que el volumen no discute si el "éter" debería considerarse superfluo a la luz de las teorías especial y general de la relatividad, pero señala que el prefacio de la edición original aboga por mantener la palabra éter para describir el vacío cuántico.
En relación con el desarrollo temprano de la relatividad general y el principio de equivalencia, Roberto Torretti, en su libro de 1983, criticó a Whittaker por atribuir a Max Planck la implicación de que "toda energía debe gravitar" aunque el artículo de Planck de 1907 "decía lo contrario", según Torretti.

### Disputa sobre la prioridad de la relatividad especial
En el segundo volumen, un capítulo titulado "La teoría de la relatividad de Poincaré y Lorentz" atribuye a Henri Poincaré y Hendrik Lorentz el desarrollo de la relatividad especial, y aludía especialmente al artículo de Lorentz de 1904 (fechado por Whittaker en 1903), al discurso de Poincaré en St. Louis (The Principles of Mathematical Physics) de septiembre de 1904, y el artículo de Poincaré de junio de 1905.Atribuyó poca importancia al artículo de Einstein sobre la relatividad especial, del que dijo que "exponía la teoría de la relatividad de Poincaré y Lorentz con algunas ampliaciones, y que atrajo mucha atención". Roberto Torretti afirma, en su libro de 1983 Relatividad y geometría, que "las opiniones de Whittaker sobre el origen de la relatividad especial han sido rechazadas por la gran mayoría de los estudiosos", citando a Max Born,Gerald Holton,Charles Scribner, Stanley Goldberg, Elie Zahar,Tetu Hirosige,Kenneth F. Schaffner, y Arthur I. Miller. Miller, aunque señala que G. H. Keswaniestá del lado de Whittaker, si bien "suaviza un poco la opinión de este último". Miller, en su libro de 1981, escribe que la "falta de credibilidad histórica" del segundo capítulo había sido "demostrada eficazmente" por el artículo de Holton de 1960sobre los orígenes de la relatividad especial.

### Refutaciones de Max Born
Born escribió una carta a Einstein en septiembre de 1953 en la que le explicaba que Whittaker, un amigo suyo, iba a publicar el segundo volumen que es "peculiar en el sentido de que Lorentz y Poincare son acreditados" con el desarrollo de la relatividad especial mientras que los artículos de Einstein son tratados como "menos importantes".Continúa diciéndole a Einstein que había hecho todo lo posible durante los tres años anteriores para "disuadir a Whittaker de llevar a cabo su plan", mencionando que Whittaker "acariciaba" la idea y "le encantaba hablar" de ello.Le dijo a Einstein que Whittaker insistía en que todas las características importantes habían sido desarrolladas por Poincare, mientras que Lorentz "tenía claramente la interpretación física" Born dijo que esto le molestaba, ya que Whittaker es una "gran autoridad en los países de habla inglesa" y le preocupaba que "mucha gente le creyera" Einstein tranquilizó a Born diciéndole que no había nada de qué preocuparse en una respuesta de octubre: "No pierdas el sueño por el libro de tu amigo. Cada uno hace lo que considera correcto o, en términos deterministas, lo que tiene que hacer. Si consigue convencer a otros, eso es asunto suyo"Afirma que no le parece sensato defender los resultados de sus investigaciones como si de alguna manera le pertenecieran.En el comentario de 1971 a esta respuesta, Born dice que la respuesta de Einstein simplemente demuestra su “absoluta indiferencia por la fama y la gloria”.
En su reseña del libro de 1954, Born afirma que "hay mucho que decir a favor del juicio de Whittaker. Desde el punto de vista matemático, las transformaciones de Lorentz contienen la totalidad de la relatividad especial, y no parece haber duda de que Poincare era, quizás un poco por delante de Einstein, consciente de la mayoría de las consecuencias físicas importantes", aunque a continuación se pone de parte del “uso general en nombrar la relatividad en honor a Einstein”, aunque "sin menospreciar las grandes contribuciones de Lorentz y Poincare. " Born amplía estos pensamientos en su libro de 1956, donde señala una respuesta de Einstein a Carl Seelig en la que se le preguntaba por la literatura científica que más influyó en su teoría especial de la relatividad. Einstein señala que sólo conocía el trabajo de Lorentz de la década de 1890. Born dice que esto "aclara perfectamente la situación" y señala que los trabajos de 1905 sobre la relatividad y la cuántica de la luz estaban relacionados, y que la investigación era independiente de los trabajos posteriores de Lorentz y 
Poincare.Continúa destacando la "audacia" de Einstein al "desafiar la filosofía establecida de Isaac Newton, los conceptos tradicionales de espacio y tiempo"Esto, para Born, "distingue el trabajo de Einstein de sus predecesores y nos da derecho a hablar de la teoría de la relatividad de Einstein, a pesar de la opinión diferente de Whittaker".

#### Refutación de George Holton
En su refutación explícita de 1960, Holton señala que el artículo de Einstein "fue de hecho una de varias contribuciones de muchos autores diferentes", pero continúa señalando que la evaluación de Whittaker fue deficiente y claramente errónea en algunos puntos. Señala que atribuir a Lorentz un artículo de 1903 en lugar de 1904 "no fue simplemente un error", sino más bien un "error simbólico" que es "un símbolo de la forma en que las ideas preconcebidas de un biógrafo interactúan con su material".Continúa diciendo que Whittaker insinuó que el trabajo de Einstein se basaba en el de Lorentz a pesar de las declaraciones de Einstein y sus colegas en sentido contrario, y que había múltiples pruebas en el artículo de 1905 que implican que Einstein no conocía el trabajo posterior de Lorentz, incluido el hecho de que Einstein derivó la transformada de Lorentz mientras que Lorentz la suponía y que Einstein era agudo a la hora de dar crédito a otros cuyo trabajo influyó en el suyo.También señala una diferencia clave entre los artículos en los que Einstein argumenta que las "leyes de la electrodinámica y la óptica"eran "válidas en todos los marcos de referencia" hasta el orden de v/c, mientras que Lorentz afirmaba, como"punto clave" en su artículo de 1904, "haber extendido la teoría hasta el segundo orden en v/c".Por último, señala que Planck había señalado en 1906 que la expresión de Einstein para la masa de las partículas cargadas era "mucho menos adecuada que la de Lorentz".Holton continúa señalando el "hecho igualmente significativo" de que el artículo de Lorentz "no era sobre la relatividad especial tal y como entendemos el término desde Einstein", ya que sus "suposiciones fundamentales no son relativistas"Continúa diciendo que Lorentz nunca se atribuyó la relatividad y de hecho se refería a ella como la relatividad de Einstein. Señala, por último, que la formulación de Lorentz sólo era válida para v/c pequeños, pero que el objetivo de la teoría de Einstein era la validez general.Holton también ha escrito otras obras sobre la historia de la relatividad especial, en las que defiende la prioridad de Einstein.

#### Refutaciones de otros estudiosos notables
Roberto Torretti, en su libro de 1983, señala que la teoría expuesta por Poincare y Lorentz era "experimentalmente indistinguible y matemáticamente equivalente" a la de Einstein Sobre la electrodinámica de los cuerpos en movimiento, pero su filosofía es muy diferente de la relatividad especial de Einstein. Torretti señala que su teoría, en marcado contraste con la de Einstein, se basa en la suposición de un éter que interactuaba con los sistemas que se movían a través de él, afectando a los relojes que encogían los cuerpos. Señala a continuación que es indudable que Einstein podría haberse inspirado en los trabajos de Poincare, Señala que la teoría de Poincare no era de aplicación universal como la de Einstein y que no se basa en una modificación de las nociones de espacio y tiempo.También menciona que Lorentz se refería regularmente a la teoría como la de Einstein, pero que Poincare nunca llegó a ser realmente un relativista, que se refería a la teoría como la de Lorentz. Torretti señala que el fracaso de Poincare fue su notorio convencionalismo, y el hecho de que tal vez fuera demasiado orgulloso para admitir que "había perdido la gloria de fundar la física del siglo XX en favor de un joven suizo empleado de patentes".
Charles Scribner, en su artículo de 1984 Henri Poincaré and the Principle of Relativity (Henri Poincaré y el Principio de Relatividad), declaró su creencia de que la opinión de Whittaker sobre el asunto "no hace justicia a las pruebas históricas disponibles" y señala que también puede "crear obstáculos para los estudiantes".Continúa diciendo que "Einstein desempeñó un papel único en el establecimiento de la validez universal del principio de relatividad y en la revelación y capitalización de sus implicaciones radicales"Señala varios de los puntos planteados más tarde por Holton en su refutación de 1960, incluyendo la discrepancia en las potencias de v/c y que Poincare nunca aceptó realmente la teoría de la forma en que Einstein la había planteado.
La controversia también se menciona en otros libros de historia de la ciencia. En su libro Subtle is the Lord (Sutil es el Señor), Abraham Pais escribió una crítica mordaz de Whittaker, en la que afirmaba que el tratamiento de la relatividad especial "muestra hasta qué punto la falta de perspicacia física del autor se corresponde con su ignorancia de la literatura", frase que fue tachada de "chusca"y "lamentable" por al menos un notable crítico. De forma un tanto paradójica, también afirma que tanto él como sus colegas creen que la edición original de Whittaker "es una obra maestra". Además, señala que no habría sentido la necesidad de hacer comentarios si el libro no hubiera "suscitado dudas en muchas mentes sobre las prioridades en el descubrimiento de esta teoría". Una crítica más comprensiva proviene de Clifford Truesdell, quien escribió que Whittaker "despertó un antagonismo colosal al tratar de aclarar las cosas sobre la base de la impresión y el registro en lugar de la memoria y el folclore y la propaganda profesional,...", en su libro de 1984 An Idiot's Fugitive Essays on Science.

## Impacto a largo plazo
En uno de los obituarios de Whittaker de 1958, William McCrea comentaba que los libros son logros tan notables que "con el paso del tiempo, se correrá el riesgo de que todos los demás grandes logros de Whittaker tiendan a pasarse por alto en comparación" y predice que los futuros lectores "tendrían dificultades" para reconocer que sólo fue el resultado de "unos pocos años a ambos extremos de una carrera de la más alta distinción en otros menesteres"."En una necrológica de 1956, Alexander Aitken califica la serie de libros de "magnum opus" de Whittaker, en medio de una carrera de distinción, y lamenta que Whittaker no pudiera completar el prometido tercer volumen. Otros obituarios incluyen uno que afirma que los dos volúmenes de la segunda edición "forman la obra magna de Whittaker", entre otras muchas distinciones, incluyendo 4 obras estándar aparte de la Historia.En un cuarto obituario se dice que la obra es "brillante" y una "empresa colosal que implica una amplia lectura y una comprensión precisa".
El libro se incluyó en una lista de 1958 de "libros importantes sobre ciencia"en un artículo de Science escrito por Ivy Kellerman Reed y Alexander Gode, donde se dice que los volúmenes son la "primera historia exhaustiva de las teorías clásicas y modernas del éter y la electricidad". En 1968, John L. Heilbron afirma que el "gran valor" del segundo volumen de Whittaker sobre mecánica cuántica reside en su capacidad para conectar los desarrollos de la mecánica cuántica con los de otros campos, así como en sus "ricas citas", pasando a recomendar a los lectores éste y varios otros libros sobre historia de la ciencia.
John David Jackson recomienda ambos volúmenes a sus lectores en el prefacio de la primera edición del famoso libro de texto para graduados Electrodinámica clásica (1962), que se ha reimpreso en todas las ediciones posteriores, incluida la tercera edición estándar de 1999. Jackson hace un breve repaso de la historia del desarrollo matemático de la electrodinámica y afirma que "la historia del desarrollo de nuestra comprensión de la electricidad y el magnetismo es, por supuesto, mucho más larga y rica de lo que indicaría la mención de unos pocos nombres de un siglo".
En una reseña de Isis de 1988 sobre una reimpresión combinada de la segunda edición, que incluye el primero y el segundo volúmenes encuadernados juntos, publicada en Nueva York por el Instituto Americano de Física y Tomash Publishers en 1981, el historiador de la ciencia Bruce J. Hunt afirma que los libros resisten "extraordinariamente bien" el paso del tiempo y que es improbable que otros intenten escribir libros semejantes en los tiempos modernos, ya que el "barrido enciclopédico es demasiado amplio" y el "enfoque puramente internalista demasiado estrecho" para las tendencias recientes, aunque afirma que "podemos alegrarnos de que alguien lo escribiera" y que, tal vez, sea una suerte que Whittaker lo hiciera hace tanto tiempo. En contraste con el primer volumen sobre Las teorías clásicas, Hunt señala que el segundo volumen, Las teorías modernas, "rara vez se cita hoy en día, excepto en relación con esta controversia" y que ha tenido "relativamente poca influencia" en publicaciones posteriores sobre la historia de la física moderna. Continúa diciendo que el primer volumen "sigue siendo una referencia estándar". Dice que la mayor debilidad del libro es que carece de un "verdadero sentido histórico", que echa de menos contextos más amplios y que, por tanto, es incompleto, ya que se centra en las teorías y no en las personas. Hunt concluye señalando que el libro es, en muchos sentidos, una "reliquia de una época pasada", pero sigue siendo "muy útil" cuando "se aborda de forma crítica"y elogia a Whittaker como "uno de los últimos y más reflexivos de los grandes físicos matemáticos victorianos.
En una reseña de 2003 de un libro del historiador de la ciencia francés Olivier Darrigol, L. Pearce Williams compara el libro más reciente con la segunda edición de Whittaker, a la que califica de "vieja pero aún valiosa". En 2007, Stephen G. Brush incluyó el segundo volumen de la segunda edición en una lista de libros sobre la historia de los desarrollos cuántico-lumínicos, como la radiación del cuerpo negro. Otros estudiosos han destacado el volumen original, entre ellos Darrigol, que en un artículo de 2010 destacó la obra como una referencia autorizada, y Abraham Pais, que afirma que tanto él como sus colegas consideran el libro una "obra maestra" en su libro de 1982 sobre Einstein.

## Detalles de publicación
Se trata de una lista dinámica y es posible que nunca pueda satisfacer determinadas normas de exhaustividad. Usted puede ayudar añadiendo elementos que falten con fuentes fiables.

### Primera edición
El libro fue publicado originalmente en 1910 por Longmans, Green, and co. en Londres, Nueva York, Bombay y Calcuta, y por Hodges, Figgis, and co. en Dublín. Se agotó en la década de 1920 y después fue muy difícil de conseguir. Formaba parte de la serie de libros de la Dublin University Press y Landmarks of Science. Como se registró en la oficina de derechos de autor de Estados Unidos antes de 1925, el libro es ahora de dominio público en Estados Unidos y se puede encontrar en Internet Archivede forma gratuita y se puede reimprimir libremente.
- Whittaker, E. T. (1910). A History of the Theories of Aether and Electricity: from the Age of Descartes to the Close of the Nineteenth Century. Londres, Nueva York : Longmans, Green and Co.;  LCCN a11001073.
- Whittaker, E. T. (1910). A History of the Theories of Aether and Electricity: from the Age of Descartes to the Close of the Nineteenth Century. Serie Dublin University Press. Londres; Nueva York; Dublín: Longmans, Green; Hodges, Figgis. LCCN 85240132.
- Whittaker, E. T. (2012) [1910]. A History of the Theories of Aether and Electricity: from the Age of Descartes to the Close of the Nineteenth Century. Whitefish, Montana: Kessinger Publishing. ISBN 978-0-548-96720-1. OCLC 784841387.
- Whittaker, E. T. (2012) [1910]. A History of the Theories of Aether and Electricity: from the Age of Descartes to the Close of the Nineteenth Century. Benediction Classics. ISBN 978-1-78139-130-3. OCLC 935740243.

### Segunda edición
- Impresión original del primer volumen:- Whittaker, E. T. (1951). A History of the Theories of Aether and Electricity: The Classical Theories. Vol. 1 (2ª ed.). Thomas Nelson and Sons.
- Impresión original del segundo volumen:- Whittaker, E. T. (1953). A History of the Theories of Aether and Electricity: The Modern Theories. Vol. 2 (2ª ed.). Thomas Nelson e Hijos.
- Primera reimpresión de la edición, combina ambos volúmenes en uno:- Whittaker, E. T. (1958). A History of the Theories of Aether and Electricity: The Modern Theories (2ª ed.). Thomas Nelson and Sons. OCLC 636972310.
- Reimpresión por el Instituto Estadounidense de Física y Tomash Publishing:- Whittaker, E. T. (1987). A History of the Theories of Aether and Electricity (2ª ed.). Tomash Publ. LCCN 87001851. OCLC 1067614173.
- Reimpresión por Dover Publications:- Whittaker, E. T. (1989). A History of the Theories of Aether and Electricity: Vol. I: The Classical Theories; Vol. II: The Modern Theories, 1900-1926 (2ª ed.). New York: Dover Publications. ISBN 0-486-26126-3. OCLC 20357018.